# 西施 (華視)
《西施》是1987年中華電視公司（華視）自製的40集連續劇，製作人宗華。

## 演員表

### 越國

#### 遣吳五美
| 演員   | 角色  | 暱稱／關係                                        |
| 馮寶寶 | 西 施 | 閨名阿姜 原為若耶溪畔苧羅村浣紗女 20集懷孕 25集流產 |
| 解淑珺 | 移 光 | 間諜任務的主要執行者                              |
| 張媛婷 | 鄭 旦 | 21集被夫差賜予伍子胥 22集投井自盡                 |
| 喬可欣 | 東 施 | 西施鄰居 33集自盡而死                             |
| 周筱雲 | 旋 波 | 五美中與西施感情最好 28集被臧伯殺死               |

#### 君臣
| 演員   | 角色     | 暱稱／關係                                                                    |
| 范鴻軒 | 句 踐    | 越王 戰敗後曾被囚吳都三年，替夫差嚐糞方得回越                                 |
| 馬惠珍 | 句踐夫人 | 君夫人 句踐之妻                                                               |
| 宗 華  | 范 蠡    | 字少伯 上將軍 句踐在吳時隨侍在側                                              |
| 金超群 | 文 種    | 字子會                                                                        |
| 謝 興  | 諸稽郢   | 左校司馬 越國五大夫之一                                                       |
| 王德志 | 逢同大夫 | 字子貢 越國大夫，潛入伯嚭門下做舍人 20集身份敗露自盡而死 越在吳間諜網的建立者 |
| 陳啟俊 | 曳庸大夫 | 負責選拔美女入吳 逢同死後接替其越國間諜任務                                   |
| 趙文龍 | 維申大夫 | 越國司農                                                                      |

#### 其他
| 演員   | 角色     | 暱稱／關係                                                                 |
| 王瑞林 | 鬼谷子   |                                                                            |
| 張振寰 | 陰陽子   |                                                                            |
| 官晶華 | 南林處子 | 山林野人，擅使劍 喜歡范蠡 陳音的師妹                                       |
| 蔡文星 | 陳 音    | 山林野人，擅使弓箭，教導越軍箭術 南林處子的師兄 喜歡南林處子，視范蠡為情敵 |
| 王德生 | 豫 謙    | 第一集刺殺夫差者                                                           |
| 閔 敏  | 巫 者    | 第一集替文種、逢同卜算者                                                   |
| 劉幼斌 | 施 樵    | 西施之父                                                                   |
| 孫樹培 | 后 薑    | 苧羅村村民                                                                 |

### 吳國

#### 王室
| 演員   | 角色   | 暱稱／關係 |
| 張復建 | 夫 差  | 吳王 29集黃池會盟 |
| 湯志偉 | 太子友 | 夫差長子 29集與越交戰時戰死 |
| 鹿 峰  | 將軍信 | 吳王之姪 31集與越軍交戰時戰死 |
| 凃家鳳 | 世子炎 | 夫差次子 原名厭兒、又名燕兒 出生時因生母難產而死，遭夫差厭棄，丟入河中，得伍子胥夫人相救暗中扶養 33集經西施之助與夫差父子相認 出水痘而死 |

#### 伍家
| 演員   | 角色   | 暱稱／關係                                                                             |
| 藍文青 | 伍子胥 | 伍員、伍相國 官拜上大夫、相國 夫差尊稱其為「相父」 於第15集出使齊國 於第26集被夫差賜死 |
| 蔣 沅  | 伍夫人 | 伍員之妻婁氏 夫差尊稱其為「寄母」                                                      |
| 張玉玲 | 伍 蔻  | 原名姬蔻，又叫阿蔻 伍員使齊途中收養的義女 15集進入吳宮與西施爭寵 33集染上疫癘被燒死    |
| 達 克  | 伍 封  | 伍員獨子 伍員使齊之時將其留在齊國                                                      |
| 陳志珍 | 秦嬤嬤 | 伍府管事嬤嬤                                                                           |

#### 宮庭
| 演員   | 角色   | 暱稱／關係                        |
| 王瑞林 | 臧 伯  | 原為伍子胥謀士、後為館娃宮總管    |
| 劉越逖 | 告 胥  | 吳宮內宮總管 25集因西施流產被賜死 |
| ??     | 侯 成  | 告胥死後接替其職務 實為臧伯的人   |
| 蔣青峰 | 無 就  | 吳宮侍醫                          |
| 趙 莎  | 計嬤嬤 |                                   |
| 馬維欣 | 春夢   | 專毅堂妹 入宮侍候西施             |

#### 臣將
| 演員   | 角色   | 暱稱／關係                                     |
| 杜滿生 | 伯 嚭  | 吳國太宰                                       |
| 江 洋  | 王孫駱 | 左校司馬、駐越將軍 王孫雄之兄                  |
| 許文銳 | 王孫雄 | 右校司馬、駐越將軍 王孫駱之弟                  |
| 楊 雄  | 披 離  | 勇士 伍子胥死後，刺殺夫差失敗而死              |
| 胡翔評 | 昔 勃  | 吳國臣子 17集為陳音所殺                        |
| 狄 緯  | 專 毅  | 專諸之子 夫差的近身侍衛 原是平望新軍的百乘車主 |

#### 其他
| 演員   | 角色   | 暱稱／關係                       |
| 鄒忠義 | 晧 羌  | 伯嚭的家臣 15集被專毅殺害        |
| 黃冠雄 | 克 勤  | 第二集王孫雄部下                 |
| 劉幼群 | 長人虞 | 夫差的侍衛                       |
| 恆     | 公孫聖 | 18集替夫差解夢者，遭夫差下令錘死 |
| ??     | 淳豹   | 婦科名醫，21集入吳宮為西施安胎   |

## 獎項
- 1988年第23屆金鐘獎，張復建獲電視金鐘獎男演員獎。

## 外部連結
- 華視台史館－西施
- 華視版《西施》片頭 youtube （页面存档备份，存于）